# TrackMania Sunrise
TrackMania Sunrise es un videojuego de carreras desarrollado por Nadeo y publicado por Digital Jesters en Europa y por Enlight Software en Norteamérica. Es el segundo juego de la serie TrackMania. Fue lanzado el 8 de abril de 2005 en Europa y el 6 de mayo de 2005 en Norteamérica.

## Jugabilidad
El juego presenta gráficos más realistas y contiene tres entornos: Isla, Bahía y Costa. Al igual que en el juego original, cada uno tiene un automóvil único que se adapta a las características del entorno. "Island" presenta autos deportivos rápidos que pueden girar bruscamente en carreteras en su mayoría anchas, mientras que "Bay" tiene autos saltarines con menos tracción, lo que hace que sea más probable un sobreviraje accidental. "Coast" presenta autos más lentos con poca tracción y caminos pequeños donde los autos pueden derrapar en las curvas. El juego se construyó sobre un  motor revisado para obtener mejores imágenes y conectividad a Internet con pistas que incluyen paneles publicitarios que se pueden personalizar. Esta versión también cuenta con dos nuevos modos de juego:
- Plataforma les da a los jugadores un punto de inicio y finalización con puntos de control obligatorios y puntos de reinicio intermedios. El objetivo es terminar la carrera reiniciando el menor número de veces posible. Muchas de estas carreras tienen saltos y otras características que dificultan mantenerse en la pista.
- Crazy regresa al circuito de carreras, pero esta vez enfrenta al jugador contra fantasmas, cada uno de los cuales tiene un tiempo más rápido que el anterior. Los jugadores deben anotar un tiempo más rápido que cada fantasma pero al mismo tiempo no exceder un límite de tiempo general.

Algunas de las otras mejoras de TrackMania Sunrise se agregaron más tarde a la edición Original del juego. Estos incluyen la capacidad de importar nuevos modelos de automóviles y personalizar muchos más aspectos del juego. Sunrise presenta una conectividad a Internet mejorada e implementa un sistema peer-to-peer que permite a los jugadores compartir modelos de automóviles, máscaras y más. El nuevo editor de pistas utiliza principalmente el mouse en lugar del original controlado por teclado, y hace posibles efectos especiales como mostrar texto y cambiar el ángulo de la cámara usando Media Tracker.

## Recepción
El juego tiene una puntuación total de 82/100 en Metacritic. Recibió críticas positivas de los críticos, que lo llamaron una mejora con respecto a su predecesor.

## TrackMania Sunrise eXtreme
Más tarde se lanzó un paquete de expansión gratuito llamado eXtreme, mientras que el juego también se volvió a empaquetar como TrackMania Sunrise eXtreme, que agregó múltiples elementos para mejorar la velocidad y la cantidad de acrobacias en el juego. El nuevo "modo de acrobacias" permite a los jugadores obtener puntos realizando acrobacias, como hacer girar el coche en el aire y dar vueltas. Una vez transcurrido un período de tiempo determinado, los puntos ganados se agotan rápidamente, por lo que los jugadores deben intentar terminar con la mejor puntuación antes de que expire el tiempo.

## Mini TrackMania
Mini TrackMania es un sencillo juego en línea de Macromedia Flash desarrollado por Inbox Digital para promover TrackMania Sunrise. El juego se juega con una perspectiva lateral en 2D, y tiene solo una pista con saltos y un impulso nitroso en ambos lados de la carretera con un telón de fondo con algunas islas. Sólo se utilizan las teclas de flecha izquierda y derecha del teclado para jugar, que están asignadas a "frenar" y "acelerar" respectivamente.
El objetivo del juego es sumar tantos puntos como sea posible saltando desde una serie de rampas sin chocar el automóvil al aterrizar o sin despejar el espacio. La clave para despejar las rampas con éxito es mantener la velocidad del automóvil dentro de los dos puntos indicados en el velocímetro del automóvil, que se acercan entre sí después de cada salto.